# Taylor Hawkins and the Coattail Riders
Taylor Hawkins and the Coattail Riders est un groupe de rock fondé en 2004 par Taylor Hawkins, batteur des Foo Fighters. Hawkins est le chanteur et batteur du trio composé de Chris Chaney (bassiste) et Gannin Arnold (guitariste).